# Paraconcavus prebrevicalcar
Paraconcavus prebrevicalcar is een zeepokkensoort uit de familie van de Balanidae. De wetenschappelijke naam van de soort is voor het eerst geldig gepubliceerd in 1964 door Ross.